# Blague à part
 (septembre 2012).
Si vous disposez d'ouvrages ou d'articles de référence ou si vous connaissez des sites web de qualité traitant du thème abordé ici, merci de compléter l'article en donnant les références utiles à sa vérifiabilité et en les liant à la section « Notes et références ».
Blague à part est une série télévisée française en 57 épisodes d'environ 24 minutes, codéveloppée par Daive Cohen et Éric Laugérias (saison 1 uniquement), coproduite par Canal+ et Starling et diffusée à partir du 24 octobre 1998 sur Canal+. Elle fut rediffusée sur Jimmy en 2004 puis sur France 4 en 2006. La série est actuellement rediffusée quotidiennement sur Comédie+.

## Synopsis
Cette sitcom met en scène les tracasseries ordinaires, quoique souvent surréalistes, d'un couple de trentenaires parisiens et de son entourage. Nicolas est comique de profession et cynique notoire, il vient d'emménager avec Isabelle, psychiatre qui passe son temps à analyser les faits et gestes de son mari. Le couple est en permanence entouré de ses meilleurs amis Robert, présentateur d'une émission de télé-achat, aux mœurs rustiques, Mike, producteur de Nicolas et séducteur invétéré, et Carole, confidente, à l'intelligence limitée, d'Isabelle et future épouse de Robert.

## Distribution

### Personnages principaux
- Éric Laugérias : Nicolas « Nico » Dumont
- Agnès Soral : Isabelle « Isa » Dumont (saison 1 & première moitié de la saison 2)
- Didier Caron : Robert Bineau
- Christiane Bopp : Carole Dos Santos
- Roland Marchisio : Michel « Mike » Lespinasse

### Personnages secondaires
Il s'agit de personnages apparaissant dans au moins deux épisodes.
- Mariane Plasteig : Marianne
- Julie Delafosse : Coco (épisodes 31, 34, 37, 39 et 54)
- Michaël Cohen : Tonio (épisodes 8, 14, 27, 28 et 51)
- Joseph Malerba : Bruce (épisodes 35 et 51)
- Raphaël Massart : Richard Barnero (épisodes 36, 47, 49 et 52)
- Jean-Gabriel Nordmann : Professeur Carboni (épisodes 48 et 52)
- Guillaume Cotillard : Gus (épisodes 49 et 52)
- Myriam Moszko : Madame Estevez (épisodes 1, 3 et 29)
- Michel Lerousseau : L'inspecteur (épisodes 21 et 24)
- Julien Cafaro : Fernando Millet (épisodes 5 et 14)
- Dominique Frot : La banquière (épisodes 22 et 31)
- Suzan Anbeh : Ulla (épisodes 7 et 8)
- Géraldine Sorin-Robbe : Cléo (épisodes 26 et 30)
- Lætitia Gabrielli : Tina Cohen (épisodes 29, 32 et 33)
- Emmanuelle Lepoutre : Olive (épisodes 44 et 45)
- Christine Reverho : Joan (épisodes 44 et 45)
- Ambre Boukebza : Susan (épisodes 50 et 55)
- Bernard Dhéran : Jean-Do (épisodes 2, 5, 17 et 19)
- Marie Lenoir : Renata Dos Santos (épisodes 12 et 13)
- Odile Mallet : La tante de Robert (épisodes 25 et 28)
- Anne Mazarguil : La cousine de Robert (épisodes  25 et 28)
- Elsa Kikoïne : Vanessa Dumont (épisodes 56 et 57)
- Véronique Vandeven : La journaliste Linda
- Audrey Langle : Claudia (episodes 3 ,11 , 15 et 17)

### Guest stars
- Kad Merad : Maxwel (épisode 18)
- Isabelle Giordano : elle-même (épisode 18)
- Arthur : lui-même (épisode 19)
- Karl Zéro : lui-même (épisode 19)
- Amanda Lear : elle-même (épisode 22)
- Dave : lui-même (épisode 32)
- Jessica Forde : l'attachée de presse (épisode 48)
- Christian Abart : Mitch (épisode 37)
- Bruno Moynot

### Sosies[pasclair]
- Prince (non crédité) (épisode 7 et 19 - scène coupée de l'épisode 7 incluse dans le bêtisier)
- Johnny Hallyday (Jean-Pierre Lauthia) (épisode 20)
- Elvis Presley (non crédité) (épisode 57)

## Fiche technique

### Réalisation
- Saison 1 : François Greze
- Saison 2 : Frédéric Berthe, Pascal Chaumeil, François Greze
- Saison 3 :  Olivier Barma, Frédéric Berthe, Pascal Chaumeil

### Musique
Le générique est extrait de la version Extended de la chanson Machistador de -M-, présente sur son album Le Baptême.
Les jingles de transition entre les scènes ont également été composés par -M-.

## Personnages

### Personnages principaux

#### Nicolas «Nico» Dumont
Nicolas (35 ans) est un comique seul en scène à l'humour cynique, voire méchant, et au succès limité. Son aura ne dépasse pas Le Petit Palais malgré les efforts de Mike son producteur et propriétaire de la salle.
Dans la vie, Nico a la vanne facile et la propension à se créer des ennuis. Il a aussi tendance à faire des blagues, pas toujours du meilleur goût, à ses amis. Lâche, menteur et infantile, il se montre incapable de se tirer d'affaire lui-même et complique constamment ses problèmes plutôt qu'il ne les résout. Il est régulièrement à court d'argent et n'hésite pas à emprunter à son producteur, voire à le voler.
Inventif et tenace, il fait régulièrement appel à ses meilleurs amis et confidents, Robert et Mike dont il est le chef de la bande, pour l'assister dans l'élaboration de ses stratagèmes, bien que leur issue s'avère souvent catastrophique. Nicolas est de plus particulièrement égoïste, ne se souciant que de son propre sort. Il est fan de films et de magazines d'arts martiaux, sans pour autant être ni sportif ni belliqueux, son idole est le célèbre karatéka américain Chuck Norris.
L'amour sincère et profond qu'il entretient avec son ami d'enfance Robert, est ambigu et tient parfois à de l'homosexualité ; les tendances de Nicolas le trahissent occasionnellement. Manquant d'assurance, il se définit lui-même volontiers comme un amant médiocre.
Un signe particulier de Nico est d'avoir les cheveux frisés, ce qui lui vaut la raillerie quotidienne de son entourage, quand ce n'est pas celle de nouvelles rencontres. Un autre de ses traits de caractère est de ne pas supporter Carole, la meilleure amie de sa femme qui deviendra par la suite, à son plus grand désespoir, l'épouse de Robert. À la différence de ce dernier, Nicolas ne néglige pas les défauts de Carole, ce qui crée des tensions entre lui et la jeune femme, et des disputes avec Isabelle puis avec Robert. Par ailleurs, Nicolas a également du mal à supporter les personnes âgées en général et Jean-Do en particulier, le père d'Isabelle. Une autre caractéristique de Nicolas, qui insupporte son entourage, est d'être extrêmement maniaque, en particulier à propos de ses vêtements.
Concernant la famille de Nicolas, on connaît son frère aîné, Léon, qui apparaît dans l'avant-dernier épisode ; on sait que ses parents sont divorcés, ce qui a entraîné son père dans l'alcoolisme, et que sa mère s'est remariée.

#### Isabelle «Isa» Dumont
Isabelle (35 ans) est l'épouse de Nicolas et une amie de lycée de Carole. Psychologue psychanalyste de profession, elle a la fâcheuse tendance à analyser et interpréter les moindres faits et gestes de son époux.
Intelligente et intuitive, Isabelle ne s'en laisse pas conter et met systématiquement à jour les ruses et tromperies de son mari. Particulièrement sournoise, l'entourage de la jeune femme la décrit souvent comme diabolique (ce qu'elle revendique). Isabelle ne manque pas de repartie ni d'humour, ce qui vexe beaucoup son comique professionnel de mari qui pensait en avoir l'apanage. Sa possessivité étouffante envers Nicolas, critiquée par Robert et Mike, nuira sur le long terme à sa relation conjugale. Trompée par Nicolas ayant eu une aventure avec Cléo, Isabelle le quittera définitivement après cinq ans de mariage, dont un an et demi de vie commune. Après son départ définitif, Mike rejoindra Nicolas à l'appartement du cinquième étage et y vivra en colocation pendant environ un an.
Sexy et libérée, Isabelle se targue pourtant de ne pas avoir connu d'autres hommes que Nicolas, ce qui se révèlera faux. Dans sa jeunesse, elle a connu un amour de vacances avec Mike, et une rumeur court à propos d'une prétendue expérience homosexuelle qu'elle aurait eue avec Carole (épisode 2-4). Cependant la rumeur est démentie à deux reprises par cette dernière (épisodes 2-4 et 2-12).
La psychologie d'Isabelle révèle une personnalité calme et tolérante mais susceptible qui change rapidement du tout au tout en devenant excessivement malpolie, violente et brutale dès que l'on vexe son narcissisme. À la suite d'un trouble survenu dans la petite enfance, Isabelle est également bossuphobe.
NB : une certaine confusion est parfois de mise. En effet, d'un épisode à l'autre, elle se dit tantôt psychiatre, tantôt psychologue. Cependant, comme Nicolas lui dit souvent qu'elle s'occupe de malades, il est de mise de penser qu'elle est psychiatre.

#### Robert Bineau
Robert (35 ans) est l'ami d'enfance de Nicolas et un confident de Mike. Naïf et bon enfant, parfois stupide, Robert est pourtant le plus responsable et mature des trois compères.
Issu d'une famille rurale villageoise, dite « Vieille France », aux mœurs douteuses (épisode 2-6), Robert n'hésite pourtant pas à moraliser ses deux amis, le public et les téléspectateurs, à qui il s'adresse directement, face caméra, dans la tradition théâtrale de l'aparté. Dévoué et loyal en amitié, il ne renonce à aucun sacrifice pour aider son meilleur ami Nicolas, quitte à se créer également des problèmes, ce qui lui arrive souvent.
Dans la vie, Robert travaille dans le milieu de la télévision. Particulièrement éloquent, il est un temps animateur vedette du Bob Achat, émission inspirée du Télé-achat de Pierre Bellemare, où il présente ses inventions plus ou moins dignes d'intérêt. Après avoir été remercié par la chaîne, il s'essaie au journalisme de terrain en animant une série de reportages « en milieu urbain », avant de relancer sa carrière en s'orientant vers le magazine culturel de troisième partie de soirée, de type Le Cercle de minuit. Robert change lors des saisons (sauf son cheveu sur la langue):
Saison 1: Robert travaille au Bob Achat, il est enfantin, il porte des vêtements « ridicules » et colorés et il vit dans un studio car, encore célibataire, c'est là qu'il rencontrera Carole.
Saison 2: Robert est un peu moins enfantin, porte des vêtements moins ridicules, vit dans un appartement plus grand car il vit désormais avec Carole, il cherchera un nouveau travail à la télévision et on apprend dans cette saison ses origines.
Saison 3: Robert est très adulte, prend un appartement plus grand car futur père, ne pensera qu'à l'avenir de son enfant, il fera des reportages « en milieu urbain » puis dans l'émission parodiant Le Cercle de minuit.
Un signe particulier de Robert est d'avoir un cheveu sur la langue, ce qui lui donne une diction comique, en particulier quand il imite, grossièrement, l'accent de Mulhouse. Un autre trait de caractère de Robert est d'être, comme son épouse Carole, un obsédé, mais à la différence de cette dernière, ce travers est dissimulé. En secret, Robert fréquente les sites web pornographiques, ainsi que les filles de joie. Robert a la réputation d'être un amant exceptionnel, bien qu'il n'ait pas l'air d'en être conscient. Mais sa sexualité est ambiguë, il montre en effet fréquemment, à son insu, des signes trahissant une bisexualité, voire une zoophilie.

#### Carole Bineau née dos Santos
Carole (32/35 ans) est la meilleure amie d'Isabelle, et qui deviendra, par la suite, l'épouse de Robert. C'est une femme qui, malgré son nez aux dimensions importantes, a un physique avantageux et qui plaît aux hommes.
Carole n'a pas une intelligence très développée et est très naïve, ce qui est le sujet de nombreuses moqueries de la part de la bande. Ses relations avec Nicolas sont très tendues, ce dernier ne pouvant la supporter, notamment depuis qu'elle entretient une relation avec son ami Robert. Cependant, au fil de la série, une complicité naîtra entre les deux, en particulier après le départ d'Isabelle, à tel point que, par exemple dans l'épisode 3-7, elle n'hésite pas à séduire les livreurs de pizzas pour rendre service à Nicolas. D'autre part, Carole a absolument horreur des personnes aux cheveux roux.
On connaît sa mère, Renata, mais personne, pas même cette dernière, ne sait qui est son père, car elle est tombée enceinte lors d'une partouze (épisode 1-12).
Sexuellement, Carole collectionne les hommes (cf. « Ah mais 12... cette année ! » épisode 2-4) et Nicolas dira d'ailleurs à Robert au sujet de Carole (cf. « Toute façon, il faudrait aller sur une autre planète pour rencontrer un type qui a pas baisé Carole. Et encore, ch'uis pas sûr qu'elle se soit pas tapée des Martiens ! » épisode 2-4) jusqu'à ce qu'elle se lie avec Robert, bien qu'elle ait encore quelques aventures une fois mariée. Elle est très dévouée pour ses amis, et bien que pas très maligne, il lui arrive d'avoir des éclairs de lucidité.
Dans la vie, Carole n'a pas de travail, ce qui interpelle ses amis (épisode 1-16). Au début de sa relation avec Robert, elle lui donne pourtant un coup de main dans son émission Bob Achat, et dans la troisième saison de la série, elle participe plus ou moins activement à son talk-show de troisième partie de soirée.
NB : une incohérence demeure au sujet de la prétendue sœur de Carole. En effet, dans l'épisode 1-8, on apprend qu'elle a couché avec le mari de sa sœur le jour de leur mariage. Or, dans l'épisode 1-15, elle soutient qu'elle n'a jamais eu de sœur.

#### Michel «Mike» Lespinasse
Mike (39 ans) est l'ami et producteur, manager, puis colocataire, de Nicolas, il est par ailleurs l'ami de Robert. Roublard et machiavélique, il est prêt à tout, y compris se mettre dans des situations inextricables, et même se mettre à dos ou trahir ses meilleurs amis, pour s'assurer une nouvelle conquête féminine.
Originaire du Sud, il a un temps vécu avec Joan, avant de la quitter en emportant une partie des économies de cette dernière et de s'établir à Paris. Dans la vie, Mike est patron d'un bar restaurant Le Petit Palais, non loin du Moulin Rouge, en plus d'être le producteur de Nicolas, qui ne fait des spectacles que dans le bar de Mike. Homme de paradoxes, Mike est sociable et charismatique mais en même temps individualiste, macho, flambeur et mythomane. Il use et abuse de son bagout et de son expérience pour séduire les jeunes femmes encore naïves. En contrepartie, il fait souvent les frais de son obsession féminine et doit régulièrement subvenir aux besoins financiers de ces conquêtes, quand il ne s'agit pas de «dépanner» son ami Nicolas dont il est le producteur.
Bien qu'il passe son temps à s'en défendre et à prétendre le contraire auprès de ses amis, Mike a la réputation d'être un amant médiocre aux performances poussives. Malgré le fait qu'il approche de la quarantaine, Mike a une préférence pour les très jeunes et jolies femmes, ce qui ne l'empêche pas de multiplier les expériences avec toutes sortes de conquêtes, pas toujours glorieuses, et d'accumuler les échecs. Le fantasme le plus cher de Mike est de coucher avec deux filles en même temps.
Un signe particulier de Mike, en plus d'être petit, est d'avoir le crâne dégarni, ce qui lui vaut la moquerie de ses amis. Bien qu'il soit de tempérament rancunier et ait tendance à s'emporter et à devenir menaçant quand on vexe sa fierté, Mike fait souvent preuve de lâcheté et utilise systématiquement la ruse ou l'excuse pour éviter de se battre contre un adversaire susceptible de lui résister.

### Personnages secondaires

#### Marianne
Serveuse et femme de ménage au Petit Palais, le restaurant-cabaret de Mike, où se produit Nicolas. Jeune femme de tempérament, elle n'hésite pas à refuser les avances de son patron, ni à le vanner. Pourtant au fil des épisodes une vraie complicité se noue entre Marianne et Mike, puis elle finit par devenir la confidente de la bande à Nicolas.

#### Coco
Coco est encore mineure quand elle est présentée à Mike par l'entremise de sa cousine aînée, Sandy. Encore étudiante, elle fait partie des plus jeunes conquêtes de Mike.

#### Tonio
Tonio est un fringant jeune homme, ancien membre de la secte Wako, adepte de kung-fu wushu (Shaolin Tao) et ami de Nicolas. Quoique mentalement dérangé et d'un caractère agressif, Tonio tente de juguler sa propre violence par la pratique assidue des arts martiaux et par une attitude zen. Il entretient une rancune ancienne envers Nicolas qui a autrefois couché avec sa femme, le jour de leur mariage.

#### Bruce
Bruce, le voisin de Nicolas est un boxeur et une brute. Il devient l'ami de Nicolas après que celui-ci et sa bande ont aidé sa femme à accoucher ; il apprendra par la suite que l'enfant n'est pas de lui, mais celui du livreur chinois. Il devient un temps l'entraîneur particulier de Mike.

#### Richard Barnero
Barnero est un important producteur de télévision et directeur d'antenne radio, il est par ailleurs un personnage froid et calculateur pour qui, néanmoins, « l'esprit de famille » est important (tant que l'argent n'interfère pas). Sa sœur cadette a une relation extra-conjugale avec Robert, ce qui crée une tension entre les deux hommes.

#### Professeur Carboni
Le professeur Carboni, faux érudit à l'air suffisant, a toujours quelque chose à redire, ce qui énerve beaucoup Robert. Carboni est un invité récurrent dans l'émission culturelle, produite par Barnero et présentée par Robert.

#### Gus
Gus est un jeune opérateur plateau, employé de Barnero, et collègue de travail de Robert. Gaffeur, ses confidences professionnelles faites à Robert causeront bien des ennuis à ce dernier.

#### Claudia
La femme de ménage de Nicolas. Elle est avant tout engagée par Isabelle afin de surveiller les actions de son mari. Après le départ d'Isabelle, elle reste employée de Nicolas, et a une brève aventure avec Mike.

#### Madame Estevez
La concierge espagnole de Nicolas. Elle présente son neveu Felipe danseur de flamenco et nouveau voisin, bruyant, de Nicolas. Par la suite elle entretient une relation crispée avec ses colocataires Nicolas et Mike, en particulier lorsque ce dernier ramène des filles... bruyantes.

#### L'inspecteur de police
L'inspecteur se rend une première fois chez les Dumont à la suite d'une plainte de voisinage pour attentat à la pudeur[réf. nécessaire]. La seconde fois fait suite à un jet de grille-pain sur sa personne depuis le balcon de l'appartement du couple.

#### Fernando Millet
Le banquier de Nicolas et de Mike est un homme antipathique qui place son caniche, Tino, au-dessus de toutes considérations, y compris celle de sa propre femme. Il tentera une reconversion de banquier à ventriloque, sans succès, et aura une aventure éphémère avec Isabelle.

#### La banquière
La banquière lesbienne de Nicolas, une femme de caractère et pince-sans-rire qui n'hésite pas à prendre le comique à son propre jeu et à le vanner. Elle contribuera involontairement au départ définitif d'Isabelle.

#### Ulla
Ulla est la sculpturale nouvelle voisine de Nicolas. Peu après son emménagement, le mannequin autrichien tombe amoureux de Nicolas, perçu comme l'incarnation du légendaire Gödzeub, l'amant rêvé de toutes villageoises autrichiennes. Ulla fait partie des rares personnes frappées de narcolepsie.

#### Cléo
Cléo est une jeune femme qui fait du striptease afin de payer ses études. Engagée par les amis de Robert pour fêter l'enterrement de vie de garçon de celui-ci, Cléo porte toute son attention sur Nicolas dont l'humour la séduit. Cette idylle va précipiter la chute du couple, déjà en mauvaise posture, et entraîner le départ définitif d'Isabelle.

#### Tina Cohen
Voisine temporaire de Nicolas et journaliste de presse féminine. Un temps objet de rivalité entre Nicolas et Mike, Tina fait rapidement son choix et entame une relation avec Nicolas.

#### Olive
Olive est une petite amie passagère de Nicolas. Elle part avec lui passer un séjour aux Caraïbes avant de lui rendre visite dans un hôpital parisien. À l'occasion de ce second séjour, Nicolas se défait de son amie un peu boulet, de manière abrupte. Elle a la particularité d'avoir été la seule rescapée de deux crashs aériens, au cours desquels elle a à chaque fois perdu un petit ami.

#### Joan
Joan est une ancienne conquête de Mike. Elle entretient une rancune contre celui-ci à la suite de son départ, emportant avec lui 75 000 F (11 433 €) appartenant à sa compagne. Entre-temps, elle est devenue copropriétaire du Petit Palais en couchant avec l'oncle de Mike et en obtenant les parts du bar de ce dernier, bien que Mike l'ignore.

#### Susan
Jeune bobo marxiste et conquête de Mike avec qui elle a une brève relation.

#### Jean-Dominique Orsini (Jean-Do)
Père d'Isabelle et beau-père de Nicolas. Vétérinaire retraité et propriétaire de l'immeuble de Nicolas et Isabelle, Jean-Do Orsini
entretient une relation difficile avec son gendre. Isabelle ignore tout du degré avancé de sénilité de son père, ce qui n'est pas le cas de Nicolas, seul à en faire les frais.

#### Renata dos Santos
Renata est aussi obsédée que sa fille dont la paternité est inconnue, Carole étant née à la suite d'une partouze. En constante rivalité avec sa fille et ayant la fâcheuse tendance à séduire les petits-amis de celle-ci, le mariage de Carole et Robert s'annonce difficile. À la suite d'une aventure avec Mike, elle tentera de l'épouser pour imiter sa fille.

#### La tante de Robert
Doyenne du clan Bineau, elle est l'archétype de la mégère et la version « Vieille France » de Cruella d'Enfer, dans Les 101 Dalmatiens, au manteau de fourrure près.

#### La cousine de Robert
Fille de la doyenne du clan Bineau. Élevée à la campagne, la jeune cousine de Robert a eu une relation incestueuse avec ce dernier, dans la grange, l'année de sa majorité.

#### Vanessa Dumont
Du haut de ses 20 ans, la jeune nièce de Nicolas est séduite par Mike, pourtant presque deux fois plus âgé qu'elle. Face à la pression familiale, elle posera un ultimatum à Mike : l'épouser ou l'oublier.

## Épisodes
Le bêtisier de chaque saison est inclus à la fin de chaque dernier épisode. Avec ses 38 minutes, Tueurs niais, l'épisode en deux parties qui termine la première saison, est le plus long de la série et le seul à être entrecoupé par une page de publicité. Sa durée est allongée d'un 1/3 par rapport à la moyenne de la série qui est comprise entre 20 et 27 minutes. La durée des deux autres épisodes de fin de saison ne sera pas aussi longue et sera ramenée à la moyenne, c'est-à-dire 24 minutes pour le premier et 26 minutes pour le second.

### Première saison (1998-1999)
1. Crémaillère
2. Ma femme a un père
3. Emménagement
4. Bucky
5. Sale bête
6. À ta mémoire
7. Célibataire
8. Tonio
9. Homme objet
10. Couples
11. Love boat
12. La demande
13. Peinard
14. Divorce
15. Souvenirs
16. Cobaye
17. Parents
18. Star
19. Tueurs niais

### Deuxième saison (2000)
La saison voit le départ définitif d'Agnès Soral (Isabelle Dumont), d'où la création, à partir de la troisième saison, d'un nouveau générique d'ouverture, dans lequel celle-ci n'est plus créditée. Par ailleurs, Éric Laugérias n'est plus crédité comme codéveloppeur dès la deuxième saison, laissant à Daive Cohen l'entière scénarisation des saisons 2 et 3.
Elle est la plus longue des trois, avec 20 épisodes, mais chacun a sa durée moyenne plus courte de 2 minutes par rapport à la première saison.
1. Cadeau
2. Burnes
3. Envie
4. Au bal masqué
5. Mémère
6. Abusé
7. Vie de garçon
8. Subaro
9. Mariage
10. Un cri qui vient de l'intérieur
11. Occupé
12. Banco
13. Sourd et muet
14. Allô
15. La rançon
16. Bon sang de merde
17. Radio
18. Poteca
19. Pupute
20. Poussez

### Troisième saison (2001)
La dernière saison est la plus courte en nombre d'épisodes, mais ceux-ci ont leur durée moyenne ramenée à celle de la première saison. Cette saison contient le second épisode le plus long de la série, L'homme qui aimait les femmes... mais pas trop, dont la durée de 27 minutes dépasse même celle du dernier épisode, bêtisier inclus. Par ailleurs, l'épisode Hein ?, le seul sans Éric Laugérias (Nicolas Dumont), est le plus court de la série avec une durée de seulement 20 minutes.
1. Le petit oiseau va sortir
2. Avortement
3. Le gilet
4. Le mot
5. 50 %
6. Bloc op
7. L'homme qui aimait les femmes... mais pas trop
8. Le fauteuil
9. Elle est passée par ici
10. Tu l'as vu
11. Pauv' types
12. Mortel combat
13. Le mouton
14. Black à part
15. Coco
16. Hein ?
17. Tonton Nico
18. New York

## Commentaires
Cette série est inspirée de la célèbre sitcom américaine Seinfeld, mais reprend les personnages, certaines situations de la sitcom anglaise Joking Apart. Le titre "Blague à Part" étant même la traduction littérale de "Joking Apart".
On peut remarquer que nombre de conquêtes de Mike et Nicolas portent des prénoms peu communs (ex : Stella, Lorna, Coco, Jenna).

### Sitcom à l'américaine
Bien que Blague à part soit une production française et intègre des éléments du théâtre vaudeville, ses créateurs, Daive Cohen et Éric Laugérias, y ont intégré des éléments significatifs de la comédie de situation telle qu'elle existe aux États-Unis.
Par « sitcom à l'américaine », on entend, d'une part, le tournage en public dont la présence hors-champs est révélée, en plus des rires, dans le dernier épisode de la deuxième saison, où les acteurs interprètent leur propre rôle et annoncent la fin de la saison. Dans le dernier épisode de la série sont crédités le chauffeur de salle ainsi que l'équipe chargée de la « gestion du public » ; à la fin de l'épisode 2-13, Dave interprète une chanson acoustique en public, en guise de générique de fin.
D'autre part, l'emploi libre et inédit de marques connues - tournées en dérision ou pas - et du registre familier - qu'il s'agisse du langage de la rue ou de termes grossiers - traditionnellement absent des séries françaises, du fait de la censure, est au contraire à rapprocher de la pratique outre-Atlantique où les usages sont, à cet égard, plus permissifs.
Un autre aspect notable de Blague à part, est sa mise en scène composite et novatrice. Elle utilise des éléments propres au genre théâtral comme l'aparté au public, ou « face caméra », introduite à l'écran par Jean-Luc Godard, comme au genre cinématographique, notamment l'utilisation courante de flashback magistralement enchaînés de manière dynamique ou l'emploi d'effets spéciaux dans certains épisodes, en particulier l'épisode Hein ?. Une autre source d'inspiration est la production télévisuelle, que ce soit par le recours à un public et à un chauffeur de salle lors des tournages, ou au gag par auto-référence. Des illustrations sont l'entrevue d'Isabelle Giordano, ou les fausses prestations de Karl Zéro et d'Arthur. De même, la mise en scène du film dans la série avec Kad est très proche du travail de ce dernier dans La Grosse Émission diffusée sur la chaîne partenaire de Canal +, Comédie !.
D'autres gags, telle l'annonce promotionnelle du concombre ou la fausse irruption du réel dans la mise en scène, à la fin de la deuxième saison, sont directement inspirés du travail des Nuls dans leur célèbre émission Objectif : nul, diffusée sur Canal+, et de leur film La Cité de la peur. Deux des membres fondateurs du quatuor - puis trio - Les Nuls, Alain Chabat et Dominique Farrugia (Comédie !) ont toujours ouvertement exposé leur inspiration des émissions télévisées américaines des années 1980.

### Repères chronologiques et géographiques
Par souci de réalisme, la série utilise de nombreux repères de la vie réelle permettant de situer à la fois les différents lieux de l'action ainsi que la date de déroulement de celle-ci.
La géographie de l'action est présente dans la mise en scène au travers de la séquence filmée d'un quartier, d'un panneau directionnel, ou de la façade d'un immeuble rapidement identifiable et servant à la fois à indiquer et introduire un changement de décor par rapport à la scène précédente. On peut situer précisément deux endroits :
- Le Petit Palais est situé aux alentours du Moulin Rouge, dans le quartier de Pigalle faisant partie du XVIIIe arrondissement de Paris
- À de multiples occasions, l'adresse de l'appartement de Nicolas est citée, à savoir 11, rue Caulaincourt, toujours dans le XVIIIe arrondissement de Paris

Une observation de la chronologie des épisodes révèle que l'action n'est pas inscrite dans une durée continue quotidienne ou hebdomadaire, mais plutôt évènementielle et de type mensuel :
- L'épisode 2-1 se déroule du 17 au 20 septembre 1999 et l'épisode 2-4, du 31 décembre 1999 au 1er janvier 2000